# Overluiden

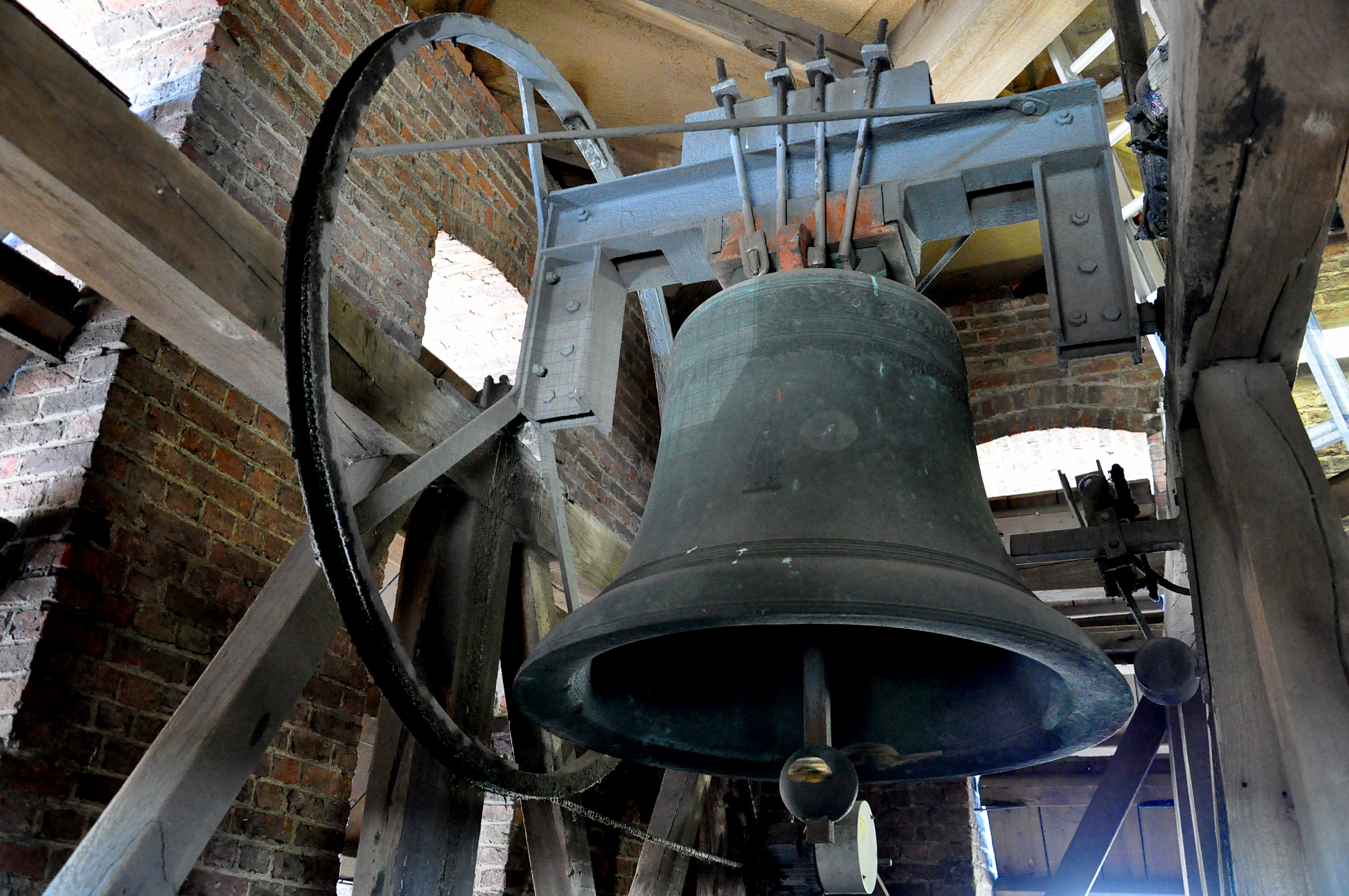
Kerkklok

Overluiden is een traditie waarbij kerkklokken worden geluid ter boodschap dat een persoon is overleden. Afhankelijk van de regio zijn er verschillen in de uitvoering. Zo zijn er in enkele gebieden afspraken omtrent de tijden van overluiden, waarbij elk kerkdorp zijn eigen tijdstip heeft voor het overluiden van een persoon. Een ander voorbeeld is dat er rekening wordt gehouden met de status van de persoon. Waar normaliter enkele minuten voor een overleden persoon wordt overluid, werd Willem III van Oranje gedurende negen weken, driemaal daags twee uur lang overluid.